# Tatiana Štefanovičová
Tatiana Štefanovičová (ur. 10 marca 1934 w Bratysławie, zm. 3 stycznia 2021) – słowacka archeolog i historyk. Specjalizowała się we wczesnej historii Słowacji.
Była absolwentką Wydziału Filozoficznego Uniwersytetu Komeńskiego w Bratysławie (1958); w okresie od 1963 do 2004 pracowała w Katedrze Archeologii.
W 2005 r. Prezydent Republiki Słowackiej Ivan Gašparovič przyznał Tatianie Štefanovičovej państwowe odznaczenie Krzyż Pribiny II Klasy za istotne zasługi na rzecz rozwoju kulturalnego Republiki Słowackiej.

## Wybrane publikacje
- 1969: Bratislavský hrad (współautorstwo)
- 1975: Bratislavský hrad v 9. až 12. storočí
- 1988: Osudy starých Slovanov
- 1993: Najstaršie dejiny Bratislavy
- 2004: Dóm sv. Martina v Bratislave
- 2012: Dejiny Bratislavy 1 (współautorstwo)